# Tessellana
A Tessellana a fürgeszöcskefélék rendszertani családjának egyik neme. Az ide tartozó fajok Európában, a Közel-Keleten és Észak-Afrikában élnek.

## Fajok
A nembe 6 faj tartozik. Magyarországon egy faj, a sávos rétiszöcske képviseli. 
1. Tessellana carinata Berland & Chopard, 1922
2. Tessellana lagrecai Messina, 1979
3. Tessellana nigrosignata Costa, 1863
4. Tessellana orina Burr, 1899
5. Tessellana tessellata (Charpentier, 1825) - típusfaj
6. Tessellana veyseli Koçak, 1984  - sávos rétiszöcske

## Fordítás
- Ez a szócikk részben vagy egészben  a   Tessellana című angol Wikipédia-szócikk ezen változatának fordításán alapul.  Az eredeti cikk szerkesztőit annak laptörténete sorolja fel. Ez a jelzés csupán a megfogalmazás eredetét és a szerzői jogokat jelzi, nem szolgál a cikkben szereplő információk forrásmegjelöléseként.